# Take This Life
«Take This Life» — третій сингл шведського рок-гурту In Flames, і перший з альбому Come Clarity. Сингл був виданий 2006 року. До пісні було відзнято відеокліп.

## Відео
Офіційний відеокліп було представлено 2006 року. Це було сімнадцяте відео гурту. На відео In Flames грають посеред людного міста у мегаполісі. Також показано історії різних людей, які прагнуть покінчити життя самогубством. (Чоловік, який хоче стрибнути з моста, жінка, яка хоче втопитися у ванній, а також показано бійку двох хлопців). Але наприкінці відео в останній момент вони змінюють своє рішення.